# Wild Honey (travhäst)
Wild Honey, född 19 april 2012 i USA, är en amerikansk varmblodig travhäst. Hon tränades av Daniel Redén i Sverige åren 2016–2018 och kördes oftast av Örjan Kihlström. Tidigare tränades hon av Jimmy Takter i Nordamerika.
Wild Honey tävlade åren 2014–2018. Hon sprang in 13,7 miljoner kronor på 51 starter varav 26 segrar, 10 andraplatser och 3 tredjeplatser. Hon tog karriärens största segrar i Hambletonian Oaks (2015), Breeders Crown 3YO Filly Trot (2015), Fyraåringseliten för ston (2016) och Lovely Godivas Lopp (2017). Hon kom även på andraplats i H.K.H. Prins Daniels Lopp (2017) och tredjeplats i Prix de Belgique (2017).

## Karriär
Hon deltog i världens största travlopp Prix d'Amérique upplagorna 2017 och 2018, men blev oplacerad båda gångerna.
Hon gjorde karriärens sista start den 11 februari 2018 i Prix de France på Vincennesbanan i Paris. Hon kördes av Björn Goop och kom på sjundeplats. Dagen efter loppet meddelades att Wild Honey avslutar tävlingskarriären och ska bli avelssto. Första hingst att betäcka henne blir stallkamraten Propulsion.